# Malbòsc
Malbosc és un municipi francès situat al departament de l'Ardecha i a la regió d'Alvèrnia-Roine-Alps. L'any 2007 tenia 155 habitants.

## Demografia

### Població
El 2007 la població de fet de Malbosc era de 155 persones. Hi havia 72 famílies de les quals 24 eren unipersonals (12 homes vivint sols i 12 dones vivint soles), 28 parelles sense fills i 20 parelles amb fills.
La població ha evolucionat segons el següent gràfic:
Habitants censats

### Habitatges
El 2007 hi havia 240 habitatges, 74 eren l'habitatge principal de la família, 161 eren segones residències i 5 estaven desocupats. 233 eren cases i 5 eren apartaments. Dels 74 habitatges principals, 64 estaven ocupats pels seus propietaris, 4 estaven llogats i ocupats pels llogaters i 6 estaven cedits a títol gratuït; 1 tenia una cambra, 10 en tenien dues, 16 en tenien tres, 19 en tenien quatre i 28 en tenien cinc o més. 58 habitatges disposaven pel capbaix d'una plaça de pàrquing. A 30 habitatges hi havia un automòbil i a 39 n'hi havia dos o més.

### Piràmide de població
La piràmide de població per edats i sexe el 2009 era:
| Homes | Edats   | Dones |
| ----- | ------- | ----- |
| 0     | 95 o +  | 0     |
| 4     | 90 a 94 | 4     |
| 0     | 85 a 89 | 0     |
| 0     | 80 a 84 | 4     |
| 4     | 75 a 79 | 0     |
| 12    | 70 a 74 | 4     |
| 0     | 65 a 69 | 12    |
| 4     | 60 a 64 | 0     |
| 0     | 55 a 59 | 8     |
| 12    | 50 a 54 | 0     |
| 0     | 45 a 49 | 12    |
| 16    | 40 a 44 | 8     |
| 4     | 35 a 39 | 4     |
| 0     | 30 a 34 | 8     |
| 4     | 25 a 29 | 0     |
| 8     | 20 a 24 | 0     |
| 12    | 15 a 19 | 0     |
| 0     | 10 a 14 | 8     |
| 4     | 5 a 9   | 0     |
| 0     | 0 a 4   | 12    |

## Economia
El 2007 la població en edat de treballar era de 99 persones, 52 eren actives i 47 eren inactives. De les 52 persones actives 46 estaven ocupades (28 homes i 18 dones) i 6 estaven aturades (3 homes i 3 dones). De les 47 persones inactives 13 estaven jubilades, 2 estaven estudiant i 32 estaven classificades com a «altres inactius».

### Ingressos
El 2009 a Malbosc hi havia 63 unitats fiscals que integraven 135 persones, la mediana anual d'ingressos fiscals per persona era de 9.838 €.

### Activitats econòmiques
Dels 7 establiments que hi havia el 2007, 1 era d'una empresa alimentària, 1 d'una empresa de fabricació d'altres productes industrials, 1 d'una empresa de construcció, 2 d'empreses d'hostatgeria i restauració, 1 d'una empresa immobiliària i 1 d'una empresa de serveis.
Dels 3 establiments de servei als particulars que hi havia el 2009, 1 era un paleta i 2 restaurants.
L'únic establiment comercial que hi havia el 2009 era una fleca.
L'any 2000 a Malbosc hi havia 11 explotacions agrícoles.

## Equipaments sanitaris i escolars
El 2009 hi havia una escola elemental.

## Poblacions més properes
El següent diagrama mostra les poblacions més properes.